# Эйдофор

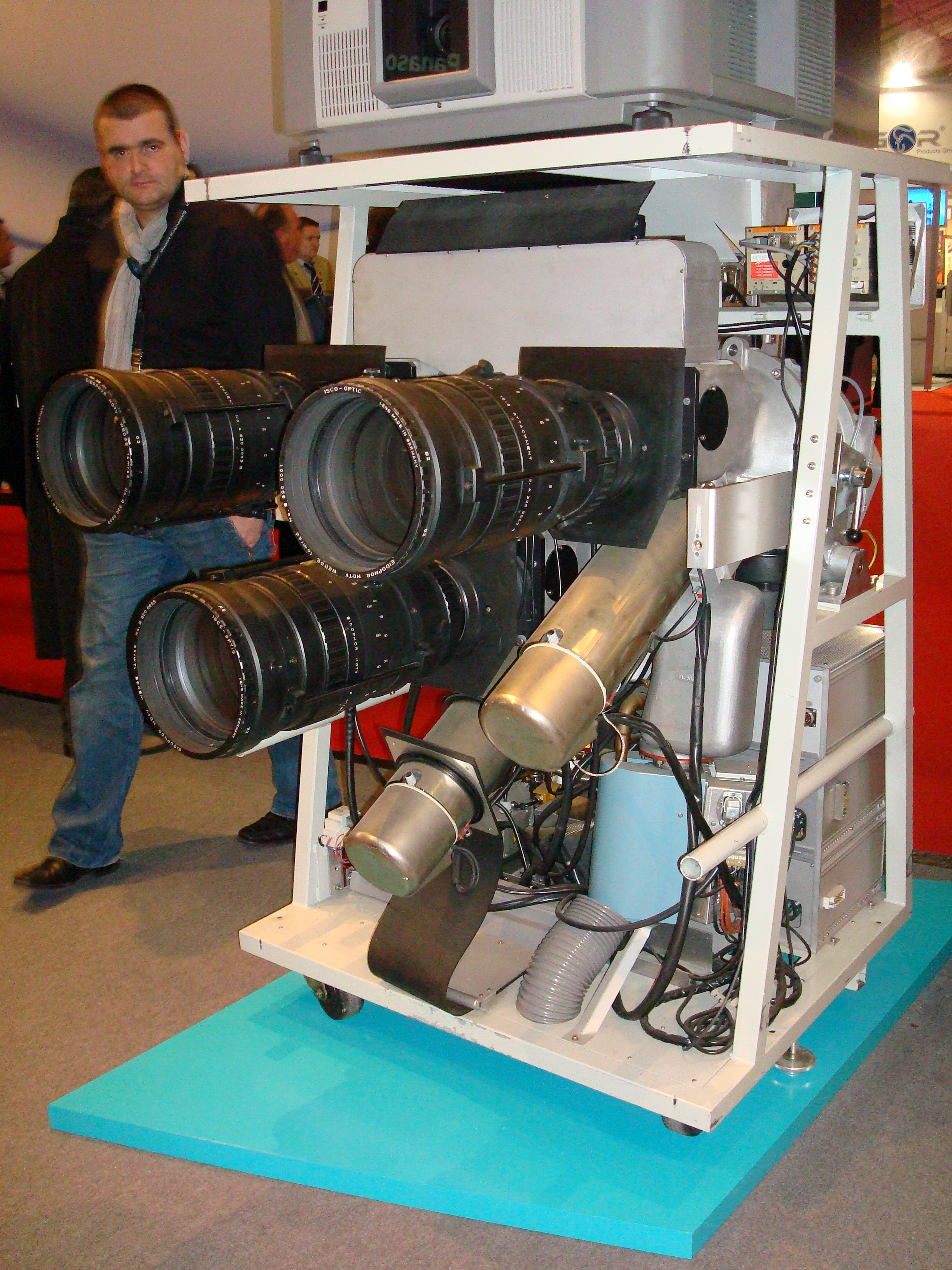
Цветной телевизионный проектор системы «Эйдофор»

Эйдофо́р (англ. Eidophor) — светоклапанный видеопроектор, пригодный для получения телевизионного изображения на экранах кинотеатральных размеров. Название происходит от греческих слов ειδω и φορέας, означающих «изображение» и «носитель».
В основе технологии лежит деформация поверхности вязкой диэлектрической жидкости сканирующим её электронным лучом. Полученные микроскопические неровности преобразуются в проецируемое на экран изображение специальной щелевой оптикой.

## История
Технология разработана в 1939 году в Высшей технической школе Цюриха, под руководством Фрица Фишера. Первый действующий образец был изготовлен в 1943 году, а американский патент № 2 391 451 получен 25 декабря 1945 года. В послевоенные годы с проекторами типа «Эйдофор» экспериментировали кинокомпании «Парамаунт Пикчерз» и «XX век Фокс», пытавшиеся создать сеть «телевизионных кинотеатров», в которые фильмы передаются централизованно по телевизионному каналу повышенной чёткости. Наряду с созданием широкоэкранных кинематографических систем этот шаг был ещё одним способом снизить убытки из-за оттока зрителей из кинотеатров, связанного с распространением телевещания. Однако из-за отказа FCC выделить частоты для кинопрокатчиков проект потерпел неудачу.

## Принцип действия
В проекторах системы «Эйдофор» световой поток создаётся не люминофором, как в кинескопах, а мощным источником света, яркость которого модулируется специальной электронно-лучевой трубкой. Слой электропроводящего масла, нанесённого на полусферическую зеркальную мишень внутри этой трубки, освещается через узкие щели другого плоского отражателя мощной угольной дуговой или ксеноновой лампой. Отражатель находится в фокусе сферической мишени таким образом, что свет, прошедший через его щели, возвращается на непрозрачные отражающие полосы и затем обратно к лампе. Поэтому без воздействия на жидкость электронного пучка свет не достигает экрана из-за гашения оптической системой. При появлении видеосигнала мишень получает от электронного пучка пропорциональный статический заряд, приводящий к деформации поверхности масла и изменению направления отражения. Чем сильнее ток электронного пучка, тем больший статический заряд получает соответствующая точка мишени, сильнее искажая поверхность жидкости и отклоняя свет.
Отклонение лучей искажённой поверхностью масла позволяет им, благодаря шлирен-эффекту, попадать на экран. В результате на последнем создаётся контрастное изображение, яркость которого зависит только от мощности осветительной системы. Поэтому световой поток проекторов «Эйдофор» примерно в 80 раз выше, чем этот же параметр у лучших видеопроекторов с кинескопами повышенной яркости. Вязкость масла, носящего такое же название, как и вся технология, подбирается таким образом, чтобы форма его поверхности сохранялась в течение длительности всего телевизионного поля. Для получения цветного изображения вначале использовалась система цветного телевидения с последовательной передачей цветных полей, разработанная телекомпанией CBS. Однако, из-за недолгой эксплуатации такого стандарта, после принятия системы NTSC проекторы «Эйдофор» начали строить на основе трёх одинаковых трубок. Каждая из них формирует своё частичное цветоделённое изображение, которое проецируется отдельным объективом через соответствующий светофильтр. Проекторы этого типа позволяют воспроизводить изображение на экранах площадью до 50 квадратных метров с чёткостью до 1000 строк.

## Применение

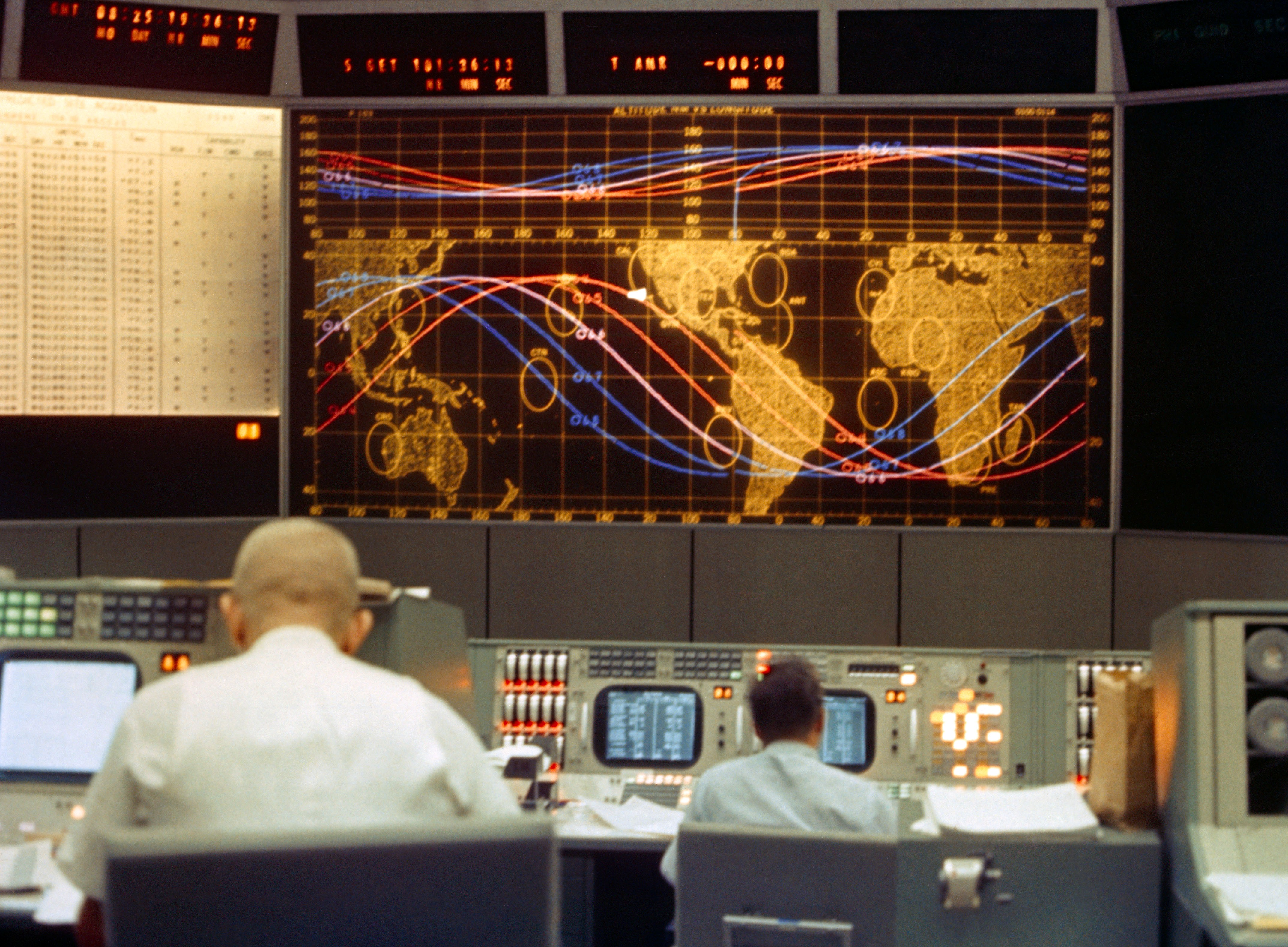
Контрольный экран Космического центра NASA, обслуживаемый проектором типа «Эйдофор»

Системы «Эйдофор» эксплуатировались несколько десятилетий, но так и остались чрезвычайно громоздкими и сложными в обслуживании. Каждая из электронно-лучевых трубок требовала постоянной откачки газа, а для поддержания вязкости масла на нужном уровне температура покрытых маслом поверхностей обеспечивалась специальной охлаждающей системой. Поэтому применение проекторов ограничивалось специальными сферами, например в кинотеатрах и на концертных площадках. Американский аналог «Talaria» производства General Electric был установлен в космическом центре НАСА. Просьба к США продать такой проектор для установки в советском ЦУПе встретила отказ, поскольку заложенные технические принципы тогда считались технологией двойного применения. Поэтому в СССР Московским научно-исследовательским телевизионным институтом (МНИТИ) специально для оснащения ЦУП была разработана аналогичная система под названием «Аристон». Серийный выпуск этих проекторов для учреждений был налажен на Львовском телевизионном заводе.
В настоящее время система считается устаревшей и уступила место DLP-проекторам, также основанным на светоклапанном принципе, но более компактным и простым в обслуживании. Современные цифровые кинопроекторы используют полупроводниковые микрозеркальные матрицы и обеспечивают световой поток сопоставимой или более высокой мощности, заполняя качественным изображением большие экраны. Однако, в России ведутся разработки технологий «нанорельефного дисплея», основанных на похожих принципах.